# Crucifix peint (Giovanni da Rimini, Rimini)
Le Crucifix peint de Giovanni da Rimini   est un crucifix peint a tempera et or sur panneau de bois, réalisé vers 1301-1305 et  exposé au musée de Rimini en Italie.

## Description
Le crucifix est conforme aux représentations monumentales du Christ en croix de l'époque, à savoir :
- Le Christ sur la croix est en position dolens (souffrant), le corps tombant, le ventre proéminent débordant sur le haut du perizonium, la tête aux yeux clos penchée touchant l'épaule, les côtes saillantes, les plaies sanguinolentes, les pieds superposés.
- Fond sombre derrière le corps du Christ,
- Les extrémités aux losanges quadrilobés comportent trois figures de saints :
  - Tabellone en cimaise : Le Christ rédempteur bénissant
  - Tabellone de gauche : Sainte Marie mère de Dieu.
  - Tabellone de droite : Saint Jean.

Il existe deux autres versions du crucifix du même auteur :
- Crucifix peint (Giovanni da Rimini, Mercatello sul Metauro) conservé au musée de Mercatello sul Metauro
- Crucifix peint (Giovanni da Rimini, Talamello) situé en l'église San Lorenzo à Talamello.

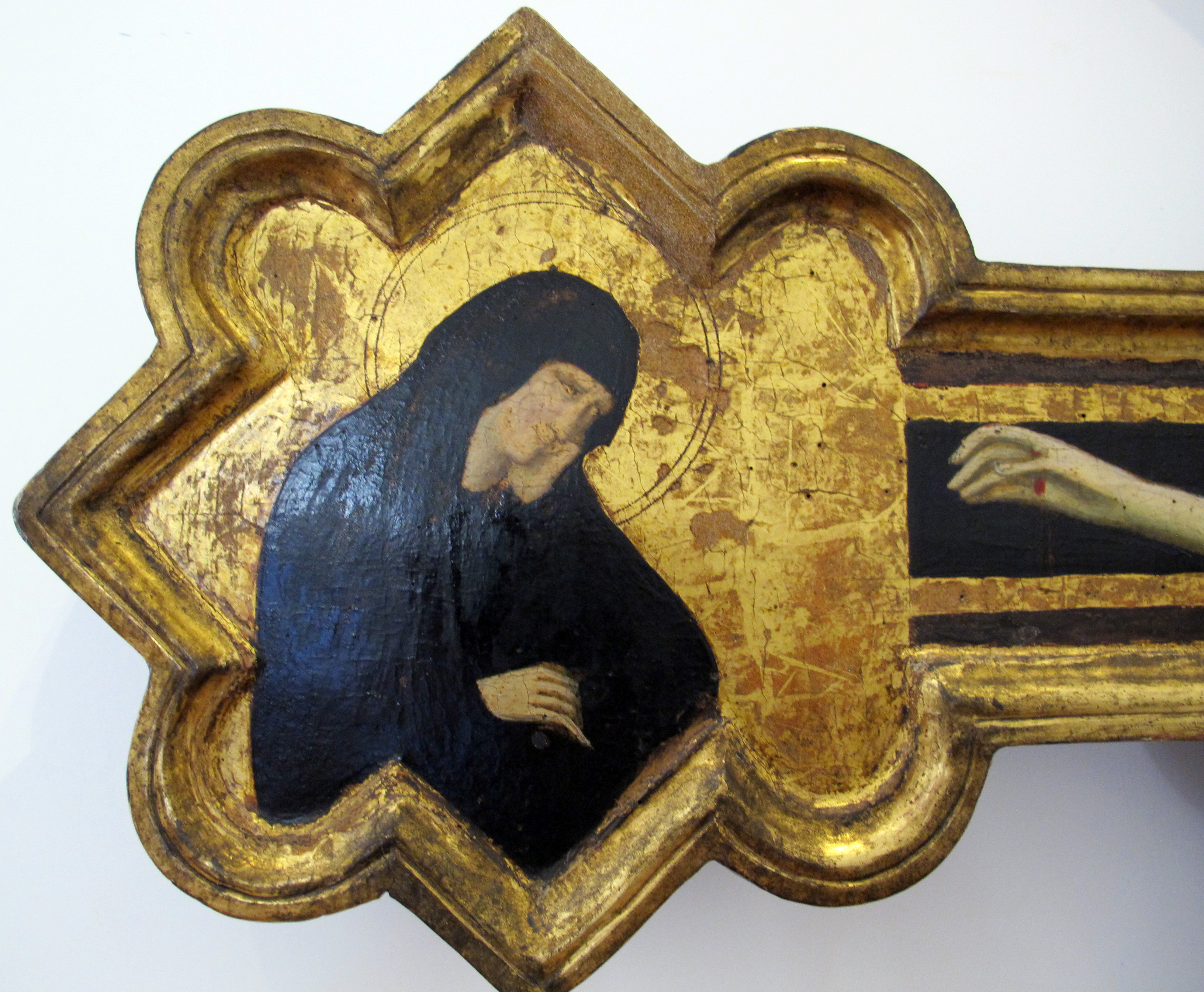
Tabellone gauche : Marie de Nazareth.
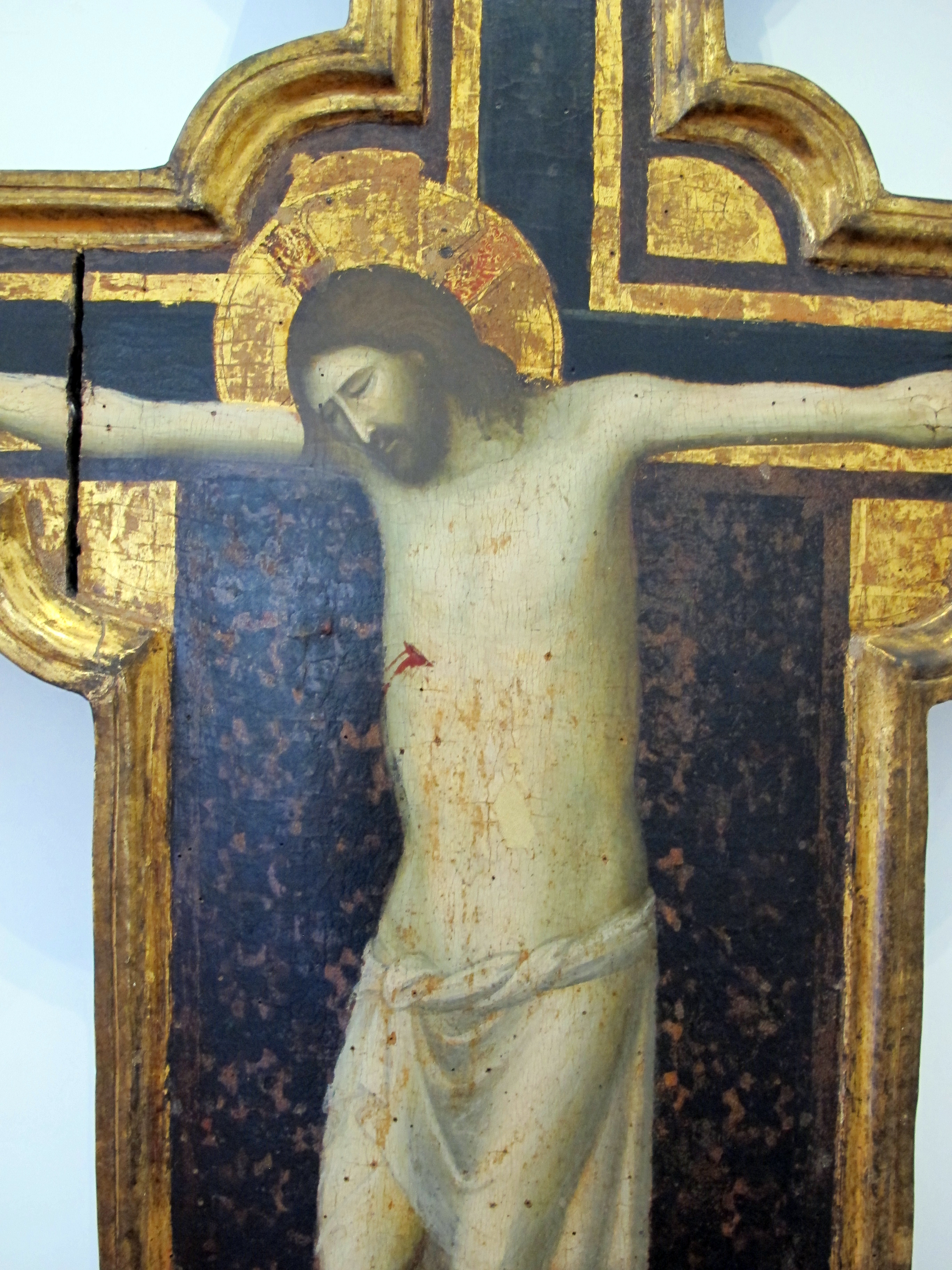
Détail de la figure du Christ.